# Wurzel-Jesse-Fenster (Moncontour)

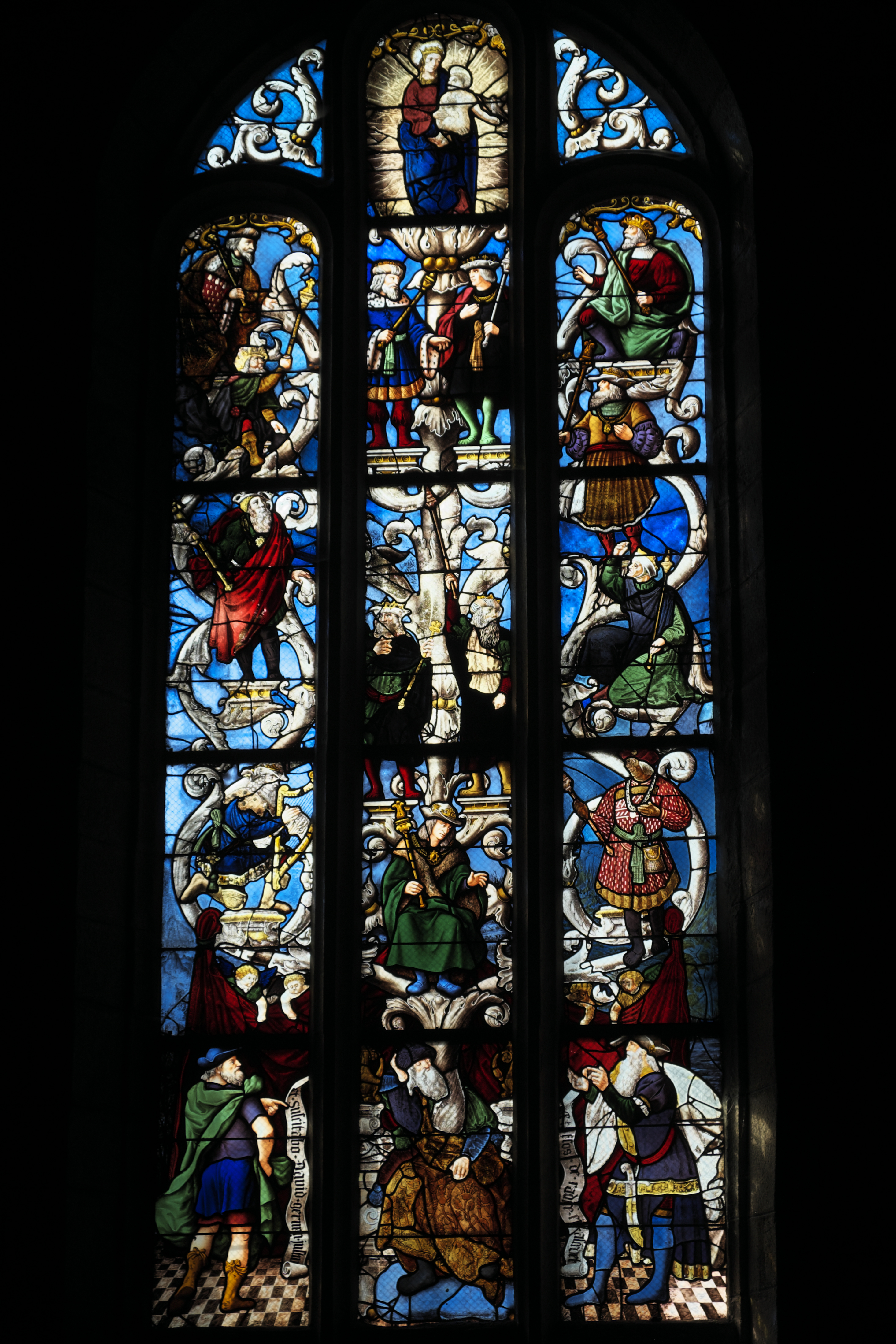
Wurzel-Jesse-Fenster in Moncontour

Das Wurzel-Jesse-Fenster in der katholischen Kirche St-Mathurin in Moncontour, einer französischen Gemeinde im Département Côtes-d’Armor in der Region Bretagne, wurde zwischen 1530 und 1540 geschaffen. Im Jahr 1862 wurde das Bleiglasfenster als Monument historique in die Liste der Baudenkmäler in Frankreich aufgenommen.
Das dreigeteilte Fenster (Nr. 4) im Chor mit einer Höhe von circa fünf Metern und einer Breite von circa 1,90 Metern wurde von einer unbekannten Werkstatt geschaffen. Es zeigt die Wurzel Jesse, ein weit verbreitetes Bildmotiv der christlichen Kunst des Mittelalters und der frühen Neuzeit. Es wird der Stammbaum Christi in Gestalt eines Baumes dargestellt, der aus der Figur Jesses herauswächst, dem Vater König Davids. Jesse wird schlafend gezeigt und als folgende Zweige des Baumes erscheinen David und weitere elf Könige Israels. Den Abschluss bildet die Darstellung Marias mit Kind im Strahlenkranz.
Das Fenster wurde 1891/93 von der Werkstatt Albert Bonnot restauriert, wobei einige Teile ergänzt wurden.
Neben dem Wurzel-Jesse-Fenster sind noch fünf weitere Fenster aus der Zeit der Renaissance in der Kirche erhalten (siehe Navigationsleiste).

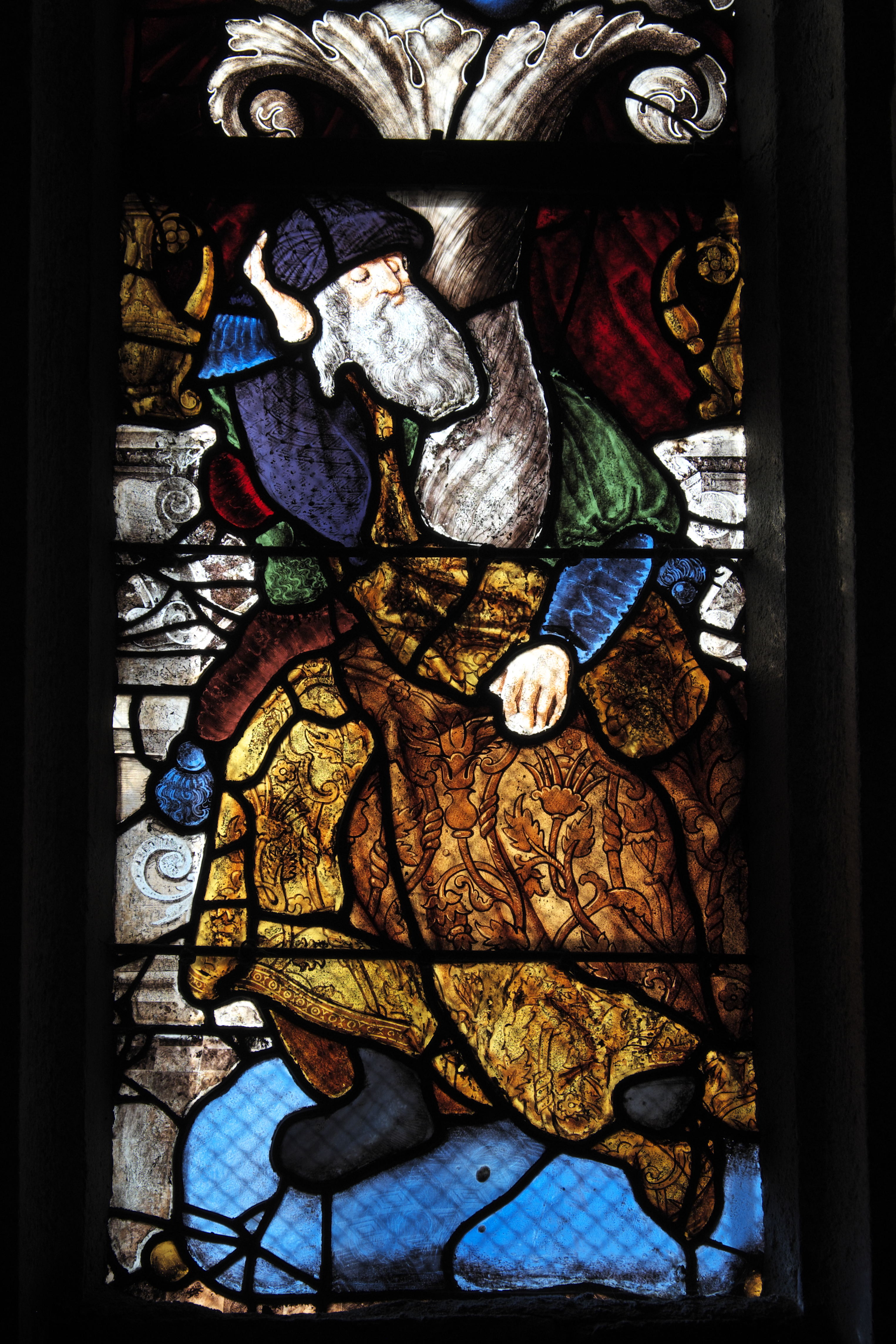
Jesse
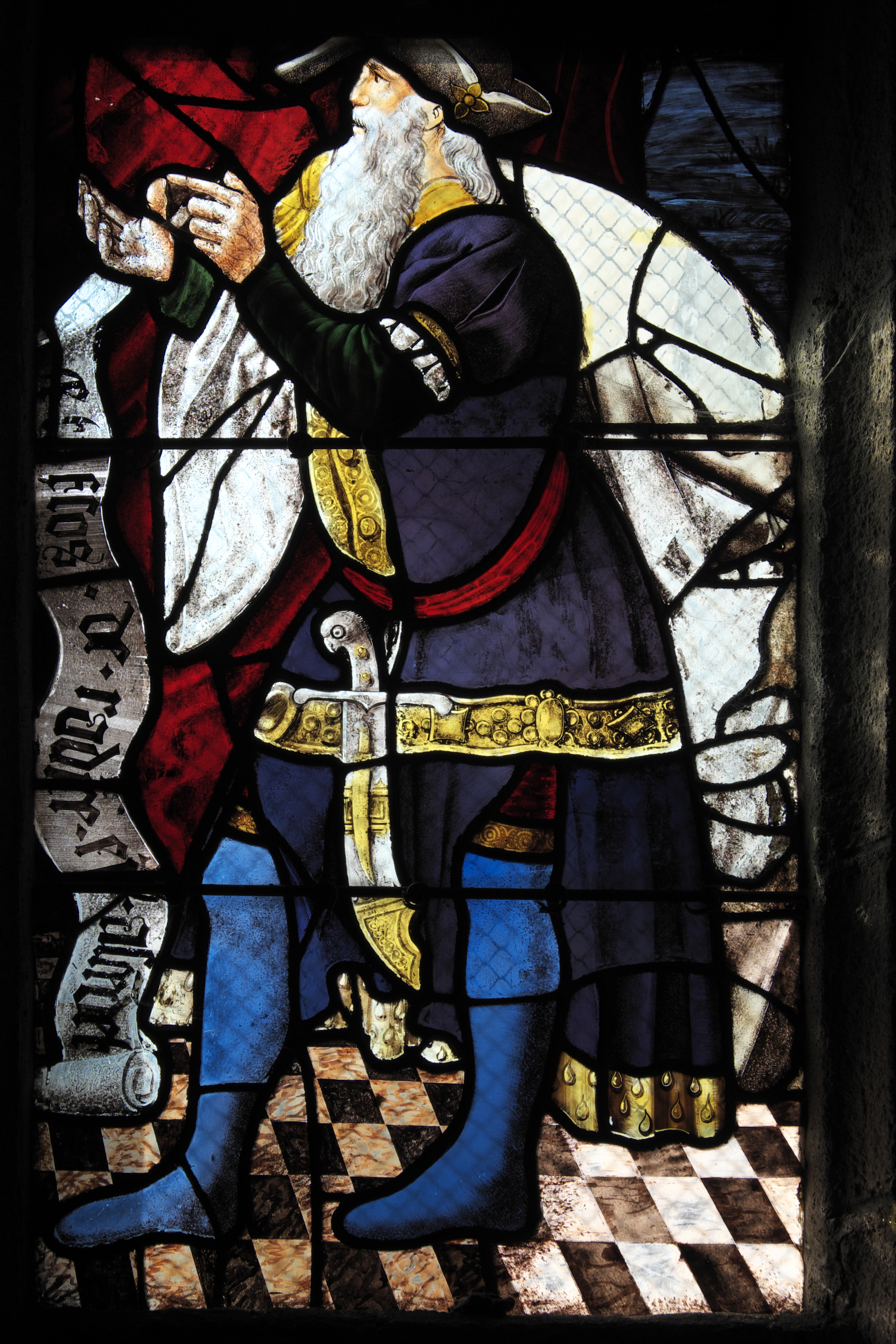
?
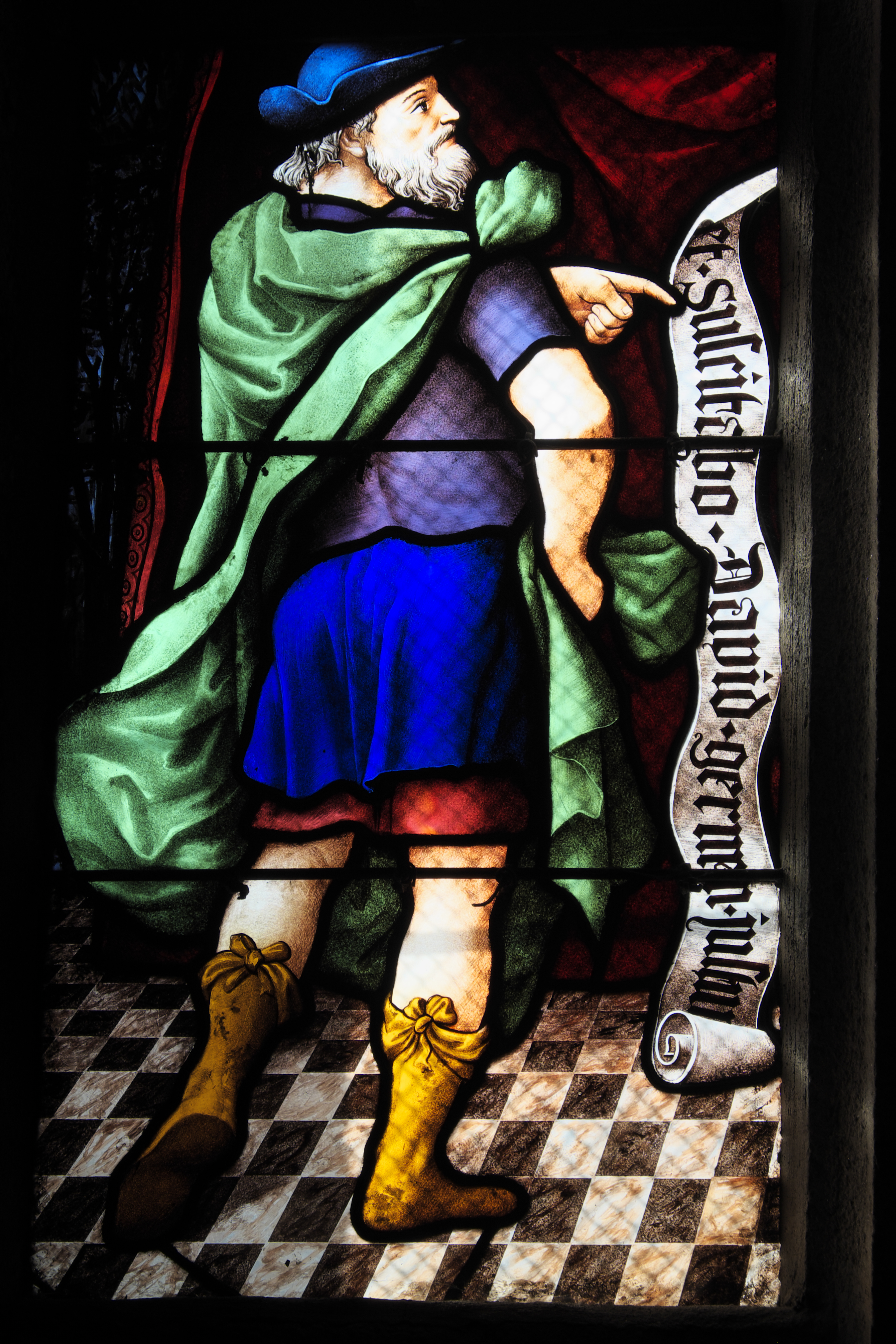
?
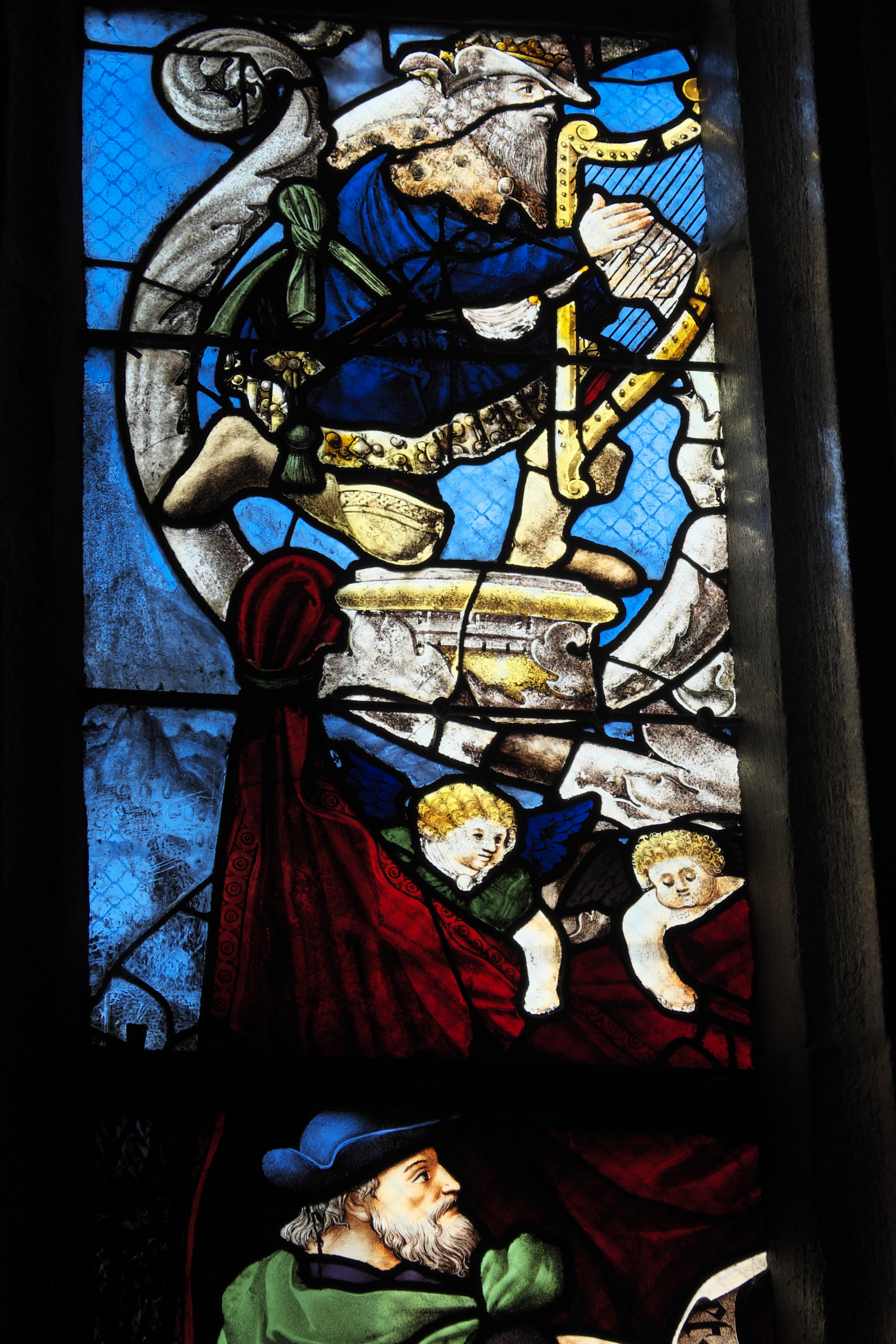
König David spielt die Harfe